# Newsong
Newsong è un brano musicale del gruppo musicale giapponese Tacica, pubblicato il 18 gennaio 2012 come loro settimo singolo. Il brano è stato utilizzato come decima sigla di apertura degli episodi dal 231 al 256 dell'anime Naruto Shippuden. Il singolo è arrivato alla quattordicesima posizione della classifica Oricon dei singoli più venduti in Giappone

## Tracce
CD singolo
1. wondermole - 2:27
2. newsong - 3:31
3. Fuka (孵化?) - 5:08
4. Hatsumei (発明?) - 4:00

Durata totale: 15:10

## Classifiche
| Classifica (2012) | Posizione massima |
| ----------------- | ----------------- |
| Giappone (Oricon) | 14                |